# Snoldelev Sogn
Snoldelev Sogn 

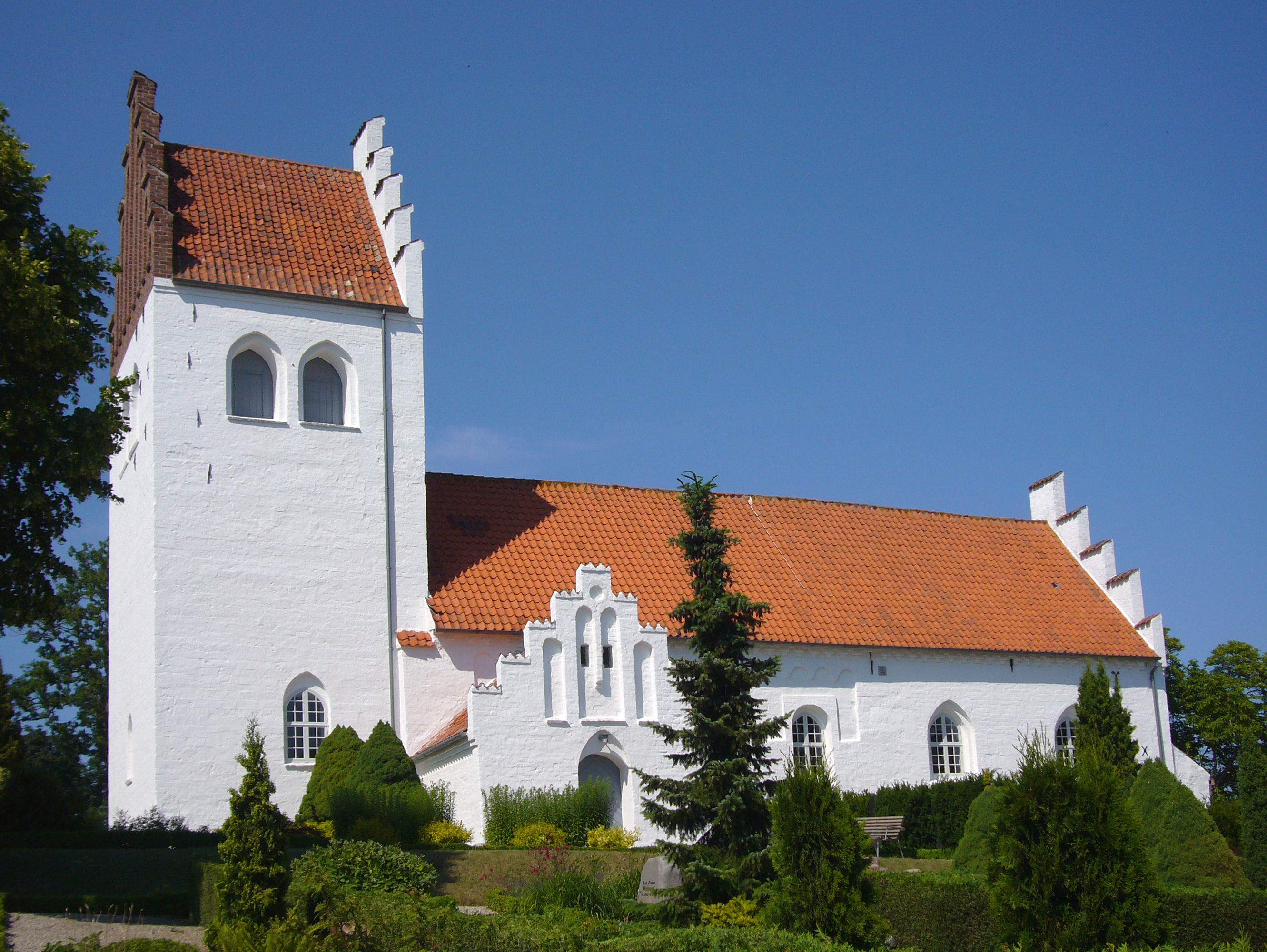
Snoldelev Kirke

ist eine Kirchspielsgemeinde (dän.: Sogn)
auf der Insel Sjælland im südlichen Dänemark.
Bis 1970 gehörte sie zur Harde Tune Herred im damaligen Københavns Amt (bis 1808: Roskilde Amt), danach zur Ramsø Kommune im „neuen“ Roskilde Amt, die im Zuge der  Kommunalreform zum 1. Januar 2007 in der Roskilde Kommune in der Region Sjælland aufgegangen ist.
Im Kirchspiel leben 1363 Einwohner, davon 612 im Kirchdorf (Stand: 1. Januar 2023).
Im Kirchspiel liegt die Kirche „Snoldelev Kirke“.
Nachbargemeinden sind im Westen Gadstrup Sogn und im Nordwesten Vor Frue Sogn ferner in der nordöstlich benachbarten Greve Kommune Tune Sogn und Karlslunde Sogn und in der südöstlich benachbarten Solrød Kommune Karlstrup Sogn, Jersie Sogn und Havdrup Sogn.